# Magda Szabó
Magda Szabó (Debrecen, 5 de outubro de 1917 - 19 de novembro de 2007) foi uma escritora, ensaista e poeta húngara. É considerada a autora mais importante de seu país e uma das vozes mais importantes da literatura europeia do século XX.

## Biografia
Magda Szabó nasceu em 5 de outubro de 1917, no condado de Debrecen na Hungria, em uma família protestante. Foi uma criança precoce a quem seu pai, Elek Szabó, ensinou latim antes mesmo de seu ingresso a escola. 
Educada na escola secundária protestante local para garotas, era reconhecida por seus professores como uma jovem excepcionalmente inteligente, mas obstinada. Estudou latim, filologia e história húngara na Universidade István Tisza (hoje Lajos Kossuth) de Debrecen. A partir de 1940, lecionou em uma escola primária na cidade e, a partir de 1942, em uma escola protestante semelhante em Hódmez vásárhely.
Entre 1945 e 1949 trabalhou no Ministério da Religião e Educação Pública, mas foi demitida por se opor ao regime vigente. 
Em 1947, casou-se com o crítico e tradutor Tibor Szobotka, escreveu sobre seu casamento em seu livro Megmaradt Szobotkának, o casal viveu junto até a morte de Tibor em 1982.
Magda Szabó morreu em novembro de 2007, supostamente em sua poltrona favorita e com um livro aberto em seu colo.

## Obra literária
Após a Segunda Guerra Mundial, publica dois volumes de poesia, Bárány e Vissza az Emberig, pelos quais recebe o Premio Baumgartner de 1949. Será, porém, declarada inimiga do Estado pelo Partido Comunista húngaro, por não se conformar com as políticas impostas pelo regime. Com isso, é impedida de publicar durante dez anos. 
Após esse período, em que também perde seu emprego de professora, Szabó retoma sua carreira literária com a publicação do romance Freskó em 1958 e do romance Az õz em 1959, ambos enorme sucesso de público e de crítica. A seguir, escreve A Balada de Iza (1963) e Rua Katalin (1969). 
Enfim, alcança finalmente a merecida projeção internacional em 1987, com a publicação do romance A Porta, vencedor do Premio Femina, na França, e do Premio Mondello, na Itália. É, até hoje, seu romance mais conhecido e aclamado internacionalmente e foi traduzido em mais de trinta idiomas, incluindo português.
A obra foi adaptada ao cinema também em 2012, com o mesmo título por István Szabó, estrelado por Helen Miller e Martina Gedeck.

## Bibliografia selecionada

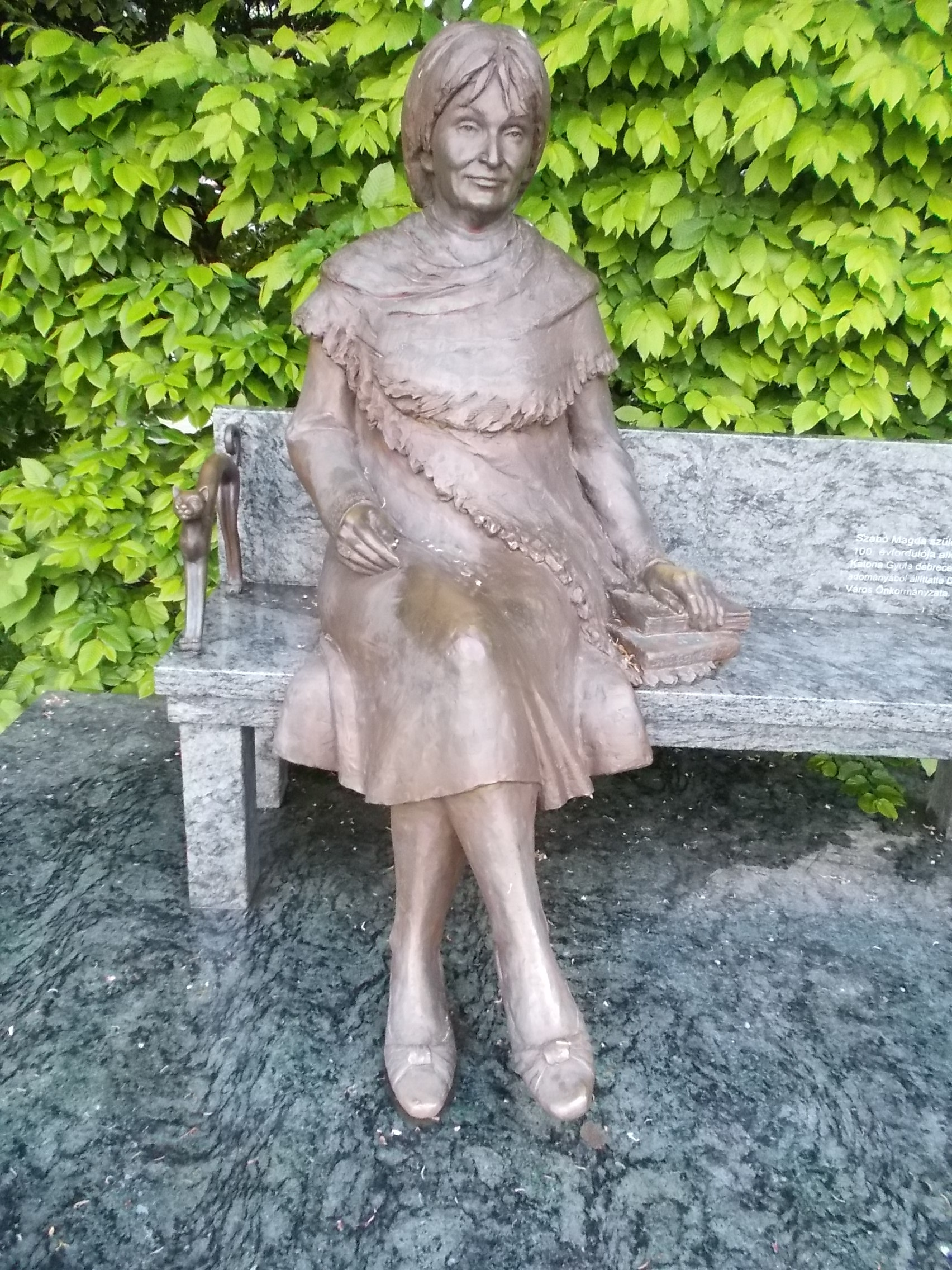
Estátua em bronze localizada em sua cidade natal.